# Todtenmann
Todtenmann ist ein Ortsteil der Gemeinde Much im Rhein-Sieg-Kreis.

## Lage
Todtenmann liegt auf den Hängen des Bergischen Landes im Wahnbachtal. Nachbarorte sind Huppenhardt im Osten und Steinermühle im Südwesten. Der Ort ist über die Landesstraße 189 erreichbar.

## Geschichte
Todtenmann wurde 1582 erstmals urkundlich erwähnt.
1816 wohnten 15 Einwohner auf dem Gehöft, 1828 17 und 1843 waren es 21.
1901 hatte der Weiler 22 Einwohner. Damals lebten hier die Familien Zimmerer Johann Büscher, die Ackerer Heinrich und Johann Heimann, Ackerer Josef Müller und Ackerer Peter Schmitz.
Seit 1997 hat sich Todtenmann der Kreuzgemeinschaft Kranüchel-Rothenkreuz angeschlossen.